# North Side High School Gym
 (avril 2025).
Si vous disposez d'ouvrages ou d'articles de référence ou si vous connaissez des sites web de qualité traitant du thème abordé ici, merci de compléter l'article en donnant les références utiles à sa vérifiabilité et en les liant à la section « Notes et références ».
Le North Side High School Gym était un gymnase intérieur à Fort Wayne dans l'Indiana. 

## Histoire
Il a accueilli les Pistons de Fort Wayne de la NBA de 1948 jusqu'à leur installation au War Memorial Coliseum en 1952.
Le gymnase a accueilli près de 3 000 personnes et a accueilli des jeux pour la North Side High School de Fort Wayne jusqu'en 2004, lorsque l'école a été rénovée. Les équipes de North Side jouent maintenant dans une nouvelle salle de sport, By Hey Arena, et l'ancienne installation a été transformée en bibliothèque de l'école lors de la rénovation.